# Organización territorial de las Bahamas

Regiones de las Bahamas.

La división administrativa de las Bahamas consta de 31 distritos y 1 área administrada por el gobierno central. Los distritos se dividen además en 43 distritos administrativos. El gobierno local en las Bahamas existe en dos formas, a saber, distritos de segundo y tercer programa. Hay un total de 32 distritos de gobierno local: 13 distritos de segundo programa, que se subdividen en áreas de ciudad, y 19 distritos de tercer programa, que son todos autoridades unitarias. Los distritos de segundo y tercero juntos forman el primer programa. La política del gobierno local es formulada y administrada por el Departamento de Tierras y Gobierno Local a través de la oficina del primer ministro. El manejo de la política diaria de la cartera recae en el ministro de gobierno local, quien también está facultado para crear nuevas áreas de gobierno local de vez en cuando en función de la demografía. La gestión administrativa y financiera es supervisada por el secretario permanente del ministerio.

## Historia

Distritos de las Bahamas.

Anteriormente en las Bahamas el gobierno local existía en forma de "junta de obras" designada; los pueblos y aldeas mantuvieron su influencia sobre esta junta de obras, pero casi todas las decisiones finales eran tomadas por el gobierno central a través del comisionado de las islas.
En 1973, año de la independencia de Bahamas, el país estaba dividido en 21 distritos electorales que se correspondían a islas o grupos de islas.
El sistema de gobierno local que se utiliza actualmente se implementó el 8 de marzo de 1996. Las islas Out del país ahora podrían disfrutar de un grado algo mayor de autonomía, pero la isla Nueva Providencia, en la que se encuentra la ciudad capital Nasáu, iba a estar directamente dirigida por el gobierno central. La ley que implementó el gobierno local describe todos los distritos como distritos de segundo o tercer programa.

## Divisiones administrativas
Los distritos proporcionan un sistema de gobierno local en todas partes en las Bahamas, excepto Nueva Providencia (donde se encuentra Nasáu, la capital del país, y cuyos asuntos son manejados directamente por el gobierno central). El sistema actual data del 8 de marzo de 1996 cuando fueron creados 23 distritos por medio de la Ley de Gobierno Local de Bahamas; desde 1999 se han añadido otros 9 distritos.

### Área de gestión central
| Mapa | Nombre            | Nombre inglés  | Centro administrativo | Área (km²) | Población (2010) | Isla central      | ISO 3166-2 |
| ---- | ----------------- | -------------- | --------------------- | ---------- | ---------------- | ----------------- | ---------- |
|      | Nueva Providencia | New Providence | Nasáu                 | 207        | 248 948          | Nueva Providencia | BS-NP      |

### Distritos
| Mapa | Nombre                 | Nombre inglés       | Centro administrativo | Área (km²) | Población (2010) | Isla central | ISO 3166-2 | Tipo de distrito             |
| ---- | ---------------------- | ------------------- | --------------------- | ---------- | ---------------- | ------------ | ---------- | ---------------------------- |
|      | Ábaco Central          | Central Abaco       | Marsh Harbour         |            |                  | Ábaco        | BS-CO      | Distrito de segundo programa |
|      | Ábaco Norte            | North Abaco         | Cooper's Town         |            |                  | Ábaco        | BS-NO      | Distrito de segundo programa |
|      | Ábaco Sur              | South Abaco         | Sandy Point           |            |                  | Ábaco        | BS-SO      | Distrito de segundo programa |
|      | Acklins                | Acklins             | Spring Point          | 389        | 560              | Acklins      | BS-AK      | Distrito de tercer programa  |
|      | Andros Central         | Central Andros      | Cargill Creek         |            |                  | Andros       | BS-CS      | Distrito de segundo programa |
|      | Andros Norte           | North Andros        | Nicholl's Town        |            |                  | Andros       | BS-NS      | Distrito de segundo programa |
|      | Andros Sur             | South Andros        | Kemp's Bay            |            |                  | Andros       | BS-SA      | Distrito de segundo programa |
|      | Berry, Islas           | Berry Islands       | Cayo Great Harbour    | 78         | 798              | Berry        | BS-BY      | Distrito de tercer programa  |
|      | Bimini                 | Bimini              | Alice Town            | 23         | 2008             | Bimini       | BS-BI      | Distrito de tercer programa  |
|      | Black Point            | Black Point         | Black Point           |            |                  | Exuma        | BS-BP      | Distrito de tercer programa  |
|      | Cat, Isla              | Cat Island          | The Bight             | 388        | 1503             | Cat          | BS-CI      | Distrito de segundo programa |
|      | Cayo Grande            | Grand Cay           | Cayo Grande           |            |                  | Ábaco        | BS-GC      | Distrito de tercer programa  |
|      | Crooked, Isla          | Crooked Island      | Colonel Hill          | 148        | 600              | Crooked      | BS-CK      | Distrito de tercer programa  |
|      | Eleuthera Central      | Central Eleuthera   | Governor's Harbour    |            |                  | Eleuthera    | BS-CE      | Distrito de segundo programa |
|      | Eleuthera Norte        | North Eleuthera     | Upper Bogue           |            |                  | Eleuthera    | BS-NE      | Distrito de segundo programa |
|      | Eleuthera Sur          | South Eleuthera     | Rock Sound            |            |                  | Eleuthera    | BS-SE      | Distrito de tercer programa  |
|      | Exuma                  | Exuma               | George Town           | 290        | 7314             | Exuma        | BS-EX      | Distrito de segundo programa |
|      | Freeport               | Freeport            | Freeport              | 558        | 26 910           | Gran Bahama  | BS-FP      | Distrito de tercer programa  |
|      | Gran Bahama Occidental | West Grand Bahama   | Eight Mile Rock       |            |                  | Gran Bahama  | BS-WG      | Distrito de segundo programa |
|      | Gran Bahama Oriental   | East Grand Bahama   | High Rock             |            |                  | Gran Bahama  | BS-EG      | Distrito de segundo programa |
|      | Green Turtle, Cayo     | Green Turtle Cay    | New Plymouth          |            |                  | Ábaco        | BS-GT      | Distrito de tercer programa  |
|      | Harbour, Isla          | Harbour Island      | Harbour               |            | 1503             | Eleuthera    | BS-HI      | Distrito de tercer programa  |
|      | Hope Town              | Hope Town           | Hope Town             |            |                  | Ábaco        | BS-HT      | Distrito de tercer programa  |
|      | Inagua                 | Inagua              | Matthew Town          |            | 1679             | Inagua       | BS-IN      | Distrito de tercer programa  |
|      | Larga, Isla            | Long Island         | Clarence Town         | 448        | 3024             | Larga        | BS-LI      | Distrito de segundo programa |
|      | Mangrove, Cayo         | Mangrove Cay        | Moxey Town            | 23         | 70               | Andros       | BS-MC      | Distrito de tercer programa  |
|      | Mayaguana              | Mayaguana           | Abraham's Bay         | 280        | 312              | Mayaguana    | BS-MG      | Distrito de tercer programa  |
|      | Moore, Isla            | Moore's Island      | Hard Bargain          |            |                  | Ábaco        | BS-MI      | Distrito de tercer programa  |
|      | Ragged, Isla           | Ragged Island       | Duncan Town           |            | 70               | Ragged       | BS-RI      | Distrito de tercer programa  |
|      | Rum, Cayo              | Rum Cay             | Port Nelson           | 78         | 99               | Rum          | BS-RC      | Distrito de tercer programa  |
|      | San Salvador           | San Salvador Island | Cockburn Town         | 163        | 930              | San Salvador | BS-SS      | Distrito de tercer programa  |
|      | Spanish Wells          | Spanish Wells       | Spanish Wells         | 16         | 1537             | Eleuthera    | BS-SW      | Distrito de tercer programa  |